# Баррьентос, Армандо
Армандо Баррьентос Швейер (исп. Armando Barrientos Schweyer; 24 марта 1906, Гавана — 2 октября 1998, Майами, Флорида) — кубинский фехтовальщик. Участник летних Олимпийских игр 1948 года, бронзовый призёр Панамериканских игр 1951 года, чемпион Центральноамериканских и Карибских игр 1950 года.

## Биография
Армандо Баррьентос родился 24 марта 1906 года в кубинском городе Гавана.
В 1948 году вошёл в состав сборной Кубы на летних Олимпийских играх в Лондоне. В личном турнире рапиристов занял 5-е место в группе 1/8 финала. В командном турнире шпажистов сборная Кубы, за которую также выступали Роберто Маньялич, Карлос Ламар и Хуан Антонио Мартинес, в группе 1/8 финала проиграла Аргентине — 5:9 и Польше — 6:8. Также был заявлен в командном турнире шпажистов, не не вышел на старт.
В 1950 году завоевал золотую медаль Центральноамериканских и Карибских игр в Гватемале в командном турнире рапиристов.
В 1951 году завоевал бронзовую медаль Панамериканских игр в Буэнос-Айресе в командном турнире рапиристов.
Умер 2 октября 1998 года в американском городе Майами.

## Семья
Старший брат — Хосе Баррьентос (1904—1945), кубинский легкоатлет. Участник летних Олимпийских игр 1928 года.